# Vezető tisztségviselők magánjogi felelőssége a magyar Polgári Törvénykönyvben
A gazdasági társaságok vezető tisztségviselőinek polgári jogi felelősségéről 2014. március 15-től a Polgári törvénykönyv rendelkezik. (Ez nem érinti a büntetőjogi felelősséget). A változások érintik a vezető tisztségviselők felelősségét mind harmadik 
személyekkel szemben (hitelezők, részvényesek stb.), mind magával a társasággal szemben.

## Előzményei
- 2014. március 15-ig e kérdést 2006-tól a gazdasági társaságokról szóló törvény (társasági törvény) rendezi.

A jelenleg hatályos rendelkezések szerint a vezető tisztségviselők közvetlenül nem felelősek az olyan károkért, amelyeket ezen 
jogviszonyukkal összefüggésben okoznak. Ezen cselekményekért a társaság felelős, és a vezető tisztségviselők felelőssége csak kivételes 
körülmények esetén állapítható meg, így különösen a "nem megfelelő gazdálkodással" (wrongful trading) összefüggő esetekben, ha a társaság 
fizetésképtelenné válik.

## A vezető tisztségviselő felelőssége  harmadik személyekkel szemben
Az új szabályozás szerint a vezető tisztségviselőknek a társasággal egyetemleges felelőssége megállapítható, ha kárt okoznak a társasággal való jogviszonyukkal összefüggésben. Ennek következményei:
- (a) a vezető tisztségviselők közvetlen felelőssége megállapítható harmadik személyekkel szemben az olyan károkkal kapcsolatosan,

amelyet a vezető tisztségviselők okoztak az ilyen harmadik személyeknek (azaz hitelezők, részvényesek stb.) ezen jogviszonyukkal 
összefüggésben; és 
- (b) lehetőség van arra, hogy ezen harmadik személyek az igényüket közvetlenül a vezető tisztségviselőkkel szemben érvényesítsék.

## A vezető  tisztségviselők felelőssége a társasággal szemben
Az új szabályozás szerint  a vezető tisztségviselőknek a társasággal szembeni felelősségére a szerződésszegéssel okozott
kárért való felelősség szabályait kell alkalmazni.
Ennek következményeI 
- (a) a szerződésszegéssel okozott kárért való felelősség új szabályrendszere szigorú felelősségi mércét alapoz meg, azaz a

mentesülés lehetősége korlátozott. A vezető tisztségviselő akkor mentesül a felelősség alól, amennyiben bizonyítja, hogy a 
szerződésszegést 
- - (i) ellenőrzési körén kívül eső,
  - (ii) a szerződéskötés időpontjában előre nem látható körülmény okozta,
  - (iii) és nem volt elvárható, hogy a körülményt elkerülje vagy a kárt elhárítsa.
- (b) másrészről, a kártérítés mértéke korlátozott. A vezető tisztségviselő  a szolgáltatás tárgyában keletkezett kár teljes összegét köteles megtéríteni, azonban az ezt meghaladó kár  tekintetében a vezető tisztségviselő abban az esetben felelős, amennyiben bebizonyosodik, hogy ez a kár már  a szerződés megkötésének időpontjában előrelátható volt.

## Átmeneti rendelkezések
Az új rendelkezések 2014. március 15-én lépnek hatályba. Az ebben az időpontban már létező társaságoknak kifejezetten határozniuk kell az új Polgári törvénykönyv szabályai szerinti továbbműködésről. Ezt a társasági szerződés első módosításakor kell megtenniük, de 
legkésőbb 2015. március 15-ig illetve 2016. március 15-ig (a társaság típusától függően).